# Bandido (film 2004)
Bandido è un film del 2004 diretto da Roger Christian.
Pellicola di produzione messicano-statunitense con protagonista Carlos Gallardo che firma anche il soggetto.

## Trama
Max Cruz detto Bandido un noto criminale famoso per i suoi furti, è stato incastrato e arrestato dalla CIA per convincerlo a partecipare ad una missione top secret. Un boss della mafia messicana Beno Gildemontes ha rubato i dati segreti dell'intelligence, e così incaricano Max per riprenderselo.